# ジュンライトボルト
ジュンライトボルト（欧字名:Jun Light Bolt、2017年4月27日 - ）は、日本の競走馬。主な勝ち鞍は2022年のチャンピオンズカップ、シリウスステークス。
馬名の意味は、冠名＋稲妻＋落雷。

## 戦績

### デビュー前
2017年4月27日、北海道勇払郡安平町のノーザンファームで出生。所謂ダイナカール一族の出身で、母娘での優駿牝馬制覇を果たした4代母ダイナカールと3代母エアグルーヴをはじめ、近親にアドマイヤグルーヴ、ルーラーシップ、ドゥラメンテ、フォゲッタブル、グルヴェイグなど多数の活躍馬がいる良血だった。2018年のセレクトセール1歳セッションに「スペシャルグルーヴの2017」として上場されると、河合純二に1億2000万円（税別）の高値で落札された。
「スペシャルグルーヴの2017」は「ジュンライトボルト」と命名され、育成ののち栗東トレーニングセンターの友道康夫厩舎に入厩した。

### 2歳 （2019年）
2019年7月21日、中京競馬場5レースの2歳新馬戦（芝2000m）で、鞍上福永祐一にてデビューし3着。9月7日、再び福永祐一とのコンビで阪神競馬場の2歳未勝利戦（芝1800m）に出走し、初勝利を収めた。その後は自己条件を2戦するが、勝ちきることはできなかった。
12月15日、初の重賞・初のGI挑戦で朝日杯フューチュリティステークスに出走。鞍上は岩田康誠が務めた。後方からの競馬になるが、直線で伸びきれずサリオスの6着に敗れた。

### 3歳 （2020年）
2月22日の1勝クラス・つばき賞より始動。福永祐一が再び騎乗し、単勝1番人気に支持されたが、直線での伸びを欠き7着に沈んだ。次走の1勝クラス・フローラルウォーク賞は藤井勘一郎に乗り替わり、レースは中団から脚を伸ばして2勝目を挙げた。4月18日に再び藤井勘一郎とのコンビでアーリントンカップに出走したが、終盤で伸びきれずタイセイビジョンの6着に敗北。獲得賞金額の不足でクラシックレースには出走できず、条件クラスで出走を重ねた。

### 4歳 （2021年）
4歳シーズンは4戦目の2勝クラス・鞍ケ池特別（中京競馬場・芝1600m、鞍上川田将雅）でシーズン初勝利を収めた。次走の3勝クラス・むらさき賞（東京競馬場・芝1800m）も再び川田将雅の騎乗で勝利し、晴れてオープン入り。年末までにオープンクラスで3戦するが、全て6着以下に敗れた。

### 5歳 （2022年）
5歳シーズンは前半は休養に充てた。その間、陣営はダート路線への転換を決断し、これが大きな転機となる。シーズン初戦・ダート初挑戦となった7月24日のジュライステークス（福島競馬場・ダート1700m、鞍上石川裕紀人）はニューモニュメントの2着に惜敗。このレース以降、石川裕紀人が主戦騎手に定着した。次走の新潟競馬場・BSN賞（ダート1800m）は好位から鋭く脚を伸ばし、最後は2着ホールシバンに1馬身3/4差つける完勝でオープン昇格後・ダート転向後初勝利を収めた。初のダート重賞挑戦となった10月1日のシリウスステークスは道中7番手に控え、3コーナー過ぎで進路を外に切り替えて進出。直線で上り最速の脚を繰り出し先行各馬を一気に差し切り、重賞初優勝を飾った。本馬を管理する友道康夫調教師としても、これがJRAダート重賞初勝利である。
初のGI出走である12月4日のチャンピオンズカップはテーオーケインズ、グロリアムンディに次ぐ単勝3番人気に支持された。レースは道中中団で待機し、最後の直線で外に出すと、上り最速の末脚で馬群を突き抜けゴール。ダート転向4戦目で念願のGI初制覇を果たした。鞍上の石川裕紀人もデビュー9年目で悲願のGI初制覇、友道調教師もダートGIはこれが初勝利である。

### 6歳 （2023年）
6歳シーズンは初の海外遠征から始動した。鞍上にライアン・ムーアを迎え、2月25日のサウジカップ7着を経て、3月25日のドバイワールドカップに出走したが15着と殿負けを喫した。休養後、6月28日の帝王賞では石川に鞍上を戻して臨むも7着と敗れた。結局、このレースが現役最終戦となった。
9月13日付でJRAの競走馬登録を抹消され、2024年から北海道新冠町の優駿スタリオンステーションで種牡馬入り。友道は「これからダート路線の体系が大幅に整備される中で、種牡馬としての需要が高まりそうないいタイミング」と引退の理由を明らかにしている。

## 競走成績
以下の内容は、JBISサーチ、netkeiba.com、サカブジョッキークラブ、Racing Post、エミレーツ競馬協会およびTotal Performance Dataの情報に基づく。
| 競走日     | 競馬場   | 競走名               | 格   | 距離（馬場）  | 頭 数 | 枠 番 | 馬 番 | オッズ （人気） | 着順 | タイム （上り3F） | 着差   | 騎手        | 斤量 [kg] | 1着馬（2着馬）         | 馬体重 [kg] |
| ---------- | -------- | -------------------- | ---- | ------------- | ----- | ----- | ----- | --------------- | ---- | ----------------- | ------ | ----------- | --------- | ---------------------- | ----------- |
| 2019.07.21 | 中京     | 2歳新馬              |      | 芝2000m（稍） | 16    | 6     | 12    | 002.20（1人）   | 03着 | R2:04.3（36.0）   | -0.4   | 0福永祐一   | 54        | ロールオブサンダー     | 452         |
| 0000.09.07 | 阪神     | 2歳未勝利            |      | 芝1800m（良） | 10    | 7     | 7     | 003.60（1人）   | 01着 | R1:47.5（33.4）   | -0.1   | 0福永祐一   | 54        | （ドゥーベ）           | 452         |
| 0000.10.13 | 京都     | 紫菊賞               | 1勝  | 芝2000m（稍） | 7     | 3     | 3     | 006.90（3人）   | 03着 | R2:03.9（35.1）   | -0.5   | 0福永祐一   | 55        | ロールオブサンダー     | 450         |
| 0000.11.24 | 東京     | ベゴニア賞           | 1勝  | 芝1600m（不） | 7     | 1     | 1     | 004.40（2人）   | 02着 | R1:36.4（35.8）   | -0.2   | 0C.スミヨン | 55        | ミアマンテ             | 458         |
| 0000.12.15 | 阪神     | 朝日杯FS             | GI   | 芝1600m（良） | 16    | 1     | 1     | 066.8（10人）   | 06着 | R1:33.9（35.6）   | -0.9   | 0岩田康誠   | 55        | サリオス               | 454         |
| 2020.02.22 | 京都     | つばき賞             | 1勝  | 芝1800m（重） | 8     | 3     | 3     | 002.60（1人）   | 07着 | R1:52.6（36.8）   | -0.7   | 0福永祐一   | 56        | マンオブスピリット     | 460         |
| 0000.03.07 | 中京     | フローラルウォーク賞 | 1勝  | 芝1600m（良） | 13    | 6     | 8     | 004.50（2人）   | 01着 | R1:34.5（34.9）   | -0.0   | 0藤井勘一郎 | 56        | （コスミックエナジー） | 458         |
| 0000.04.18 | 阪神     | アーリントンC        | GIII | 芝1600m（稍） | 12    | 5     | 5     | 032.10（9人）   | 06着 | R1:35.2（37.0）   | -0.9   | 0藤井勘一郎 | 56        | タイセイビジョン       | 452         |
| 0000.05.10 | 京都     | 橘S                  | L    | 芝1400m（良） | 9     | 2     | 2     | 005.20（4人）   | 02着 | R1:21.4（34.7）   | -0.2   | 0川田将雅   | 56        | カリオストロ           | 452         |
| 0000.08.01 | 新潟     | 月岡温泉特別         | 2勝  | 芝1600m（良） | 18    | 8     | 17    | 007.40（3人）   | 05着 | R1:33.5（33.6）   | -0.8   | 0藤井勘一郎 | 54        | サトノウィザード       | 466         |
| 0000.09.21 | 中京     | ブエナビスタC        | 2勝  | 芝1600m（良） | 14    | 7     | 11    | 007.10（4人）   | 07着 | R1:34.0（34.8）   | -0.7   | 0藤井勘一郎 | 55        | クリスティ             | 466         |
| 0000.12.13 | 阪神     | 3歳上2勝クラス       |      | 芝1600m（良） | 13    | 8     | 12    | 008.20（4人）   | 07着 | R1:34.0（34.7）   | -0.5   | 0藤井勘一郎 | 56        | ナンヨープランタン     | 478         |
| 0000.12.27 | 阪神     | 春待月賞             | 2勝  | 芝1600m（良） | 13    | 1     | 1     | 006.40（3人）   | 04着 | R1:34.3（33.7）   | -0.1   | 0岩田望来   | 56        | キャッチミーアップ     | 480         |
| 2021.01.17 | 小倉     | 宇佐特別             | 2勝  | 芝1800m（良） | 13    | 6     | 9     | 006.80（4人）   | 02着 | R1:46.8（34.7）   | -0.2   | 0浜中俊     | 56        | ワールドウインズ       | 482         |
| 0000.02.06 | 小倉     | 玄海特別             | 2勝  | 芝1800m（良） | 10    | 2     | 2     | 002.60（1人）   | 05着 | R1:48.7（35.0）   | -0.3   | 0浜中俊     | 55        | グランスピード         | 484         |
| 0000.04.18 | 阪神     | 須磨特別             | 2勝  | 芝1800m（稍） | 7     | 1     | 1     | 004.00（2人）   | 02着 | R1:48.9（33.3）   | -0.2   | 0浜中俊     | 57        | ロータスランド         | 480         |
| 0000.05.08 | 中京     | 鞍ケ池特別           | 2勝  | 芝1600m（良） | 8     | 1     | 1     | 001.40（1人）   | 01着 | R1:33.1（33.3）   | -0.5   | 0川田将雅   | 57        | （ダノンアレー）       | 478         |
| 0000.05.30 | 東京     | むらさき賞           | 3勝  | 芝1800m（良） | 18    | 5     | 10    | 004.50（2人）   | 01着 | R1:44.3（33.8）   | -0.0   | 0川田将雅   | 55        | （サトノフウジン）     | 476         |
| 0000.08.01 | 新潟     | 関越S                | OP   | 芝1800m（良） | 16    | 2     | 4     | 002.90（1人）   | 06着 | R1:46.3（33.2）   | -0.2   | 0岩田望来   | 56        | サトノウィザード       | 480         |
| 0000.10.03 | 中京     | ポートアイランドS    | L    | 芝1600m（良） | 16    | 1     | 2     | 005.30（3人）   | 11着 | R1:33.3（35.0）   | -0.7   | 0石橋脩     | 56        | プリンスリターン       | 482         |
| 0000.11.27 | 東京     | キャピタルS          | L    | 芝1600m（良） | 17    | 5     | 10    | 009.70（5人）   | 07着 | R1:33.5（34.7）   | -0.5   | 0石橋脩     | 56        | プリンスリターン       | 482         |
| 2022.07.24 | 福島     | ジュライS            | L    | ダ1700m（良） | 15    | 6     | 11    | 015.80（6人）   | 02着 | R1:43.9（37.4）   | -0.2   | 0石川裕紀人 | 56        | ニューモニュメント     | 484         |
| 0000.08.27 | 新潟     | BSN賞                | L    | ダ1800m（稍） | 15    | 4     | 6     | 006.60（4人）   | 01着 | R1:51.5（37.6）   | -0.3   | 0石川裕紀人 | 55        | （ホールシバン）       | 480         |
| 0000.10.01 | 中京     | シリウスS            | GIII | ダ1900m（良） | 16    | 5     | 9     | 007.70（4人）   | 01着 | R1:57.7（37.6）   | -0.1   | 0石川裕紀人 | 56        | （ハピ）               | 478         |
| 0000.12.04 | 中京     | チャンピオンズC      | GI   | ダ1800m（良） | 16    | 3     | 5     | 007.90（3人）   | 01着 | R1:51.9（36.2）   | -0.0   | 0石川裕紀人 | 57        | （クラウンプライド）   | 486         |
| 2023.02.25 | KAA      | サウジC              | G1   | ダ1800m（Fs） | 13    | 6     | 6     | 006.50（3人）   | 07着 | R1:52.22          | -1.42  | 0R.ムーア   | 57.1      | Panthalassa            | 計不        |
| 0000.03.25 | メイダン | ドバイWC             | G1   | ダ2000m（Fs） | 15    | 3     | 8     | 017.10（6人）   | 15着 | R2:18.13（52.80） | -14.88 | 0R.ムーア   | 57        | Ushba Tesoro           | 計不        |
| 0000.06.28 | 大井     | 帝王賞               | JpnI | ダ2000m（良） | 12    | 7     | 10    | 013.30（7人）   | 07着 | R2:03.3（37.6）   | -1.4   | 0石川裕紀人 | 57        | メイショウハリオ       | 483         |

- 海外の競走の「枠番」欄にはゲート番を記載
- 海外のオッズ・人気はRacing Postのもの（日本式のオッズ表記とした）

## 血統表
| ジュンライトボルトの血統        | ジュンライトボルトの血統              | ジュンライトボルトの血統 | （血統表の出典）         | （血統表の出典）  |
| 父系                            | ミスタープロスペクター系              | ミスタープロスペクター系 | ミスタープロスペクター系 | [ § 2 ]           |
| 父 キングカメハメハ 2001 鹿毛   | 父の父Kingmambo 1990 鹿毛             | Mr. Prospector           | Raise a Native           | Raise a Native    |
| 父 キングカメハメハ 2001 鹿毛   | 父の父Kingmambo 1990 鹿毛             | Mr. Prospector           | Gold Digger              |                   |
| 父 キングカメハメハ 2001 鹿毛   | 父の父Kingmambo 1990 鹿毛             | Miesque                  | Nureyev                  | Nureyev           |
| 父 キングカメハメハ 2001 鹿毛   | 父の父Kingmambo 1990 鹿毛             | Miesque                  | Pasadoble                |                   |
| 父 キングカメハメハ 2001 鹿毛   | 父の母*マンファス Manfath 1991 黒鹿毛 | *ラストタイクーン        | *トライマイベスト        | *トライマイベスト |
| 父 キングカメハメハ 2001 鹿毛   | 父の母*マンファス Manfath 1991 黒鹿毛 | *ラストタイクーン        | Mill Princess            |                   |
| 父 キングカメハメハ 2001 鹿毛   | 父の母*マンファス Manfath 1991 黒鹿毛 | Pilot Bird               | Blakeney                 | Blakeney          |
| 父 キングカメハメハ 2001 鹿毛   | 父の母*マンファス Manfath 1991 黒鹿毛 | Pilot Bird               | The Dancer               |                   |
| 母 スペシャルグルーヴ 2007 栗毛 | 母の父スペシャルウィーク 1995 黒鹿毛  | *サンデーサイレンス      | Halo                     | Halo              |
| 母 スペシャルグルーヴ 2007 栗毛 | 母の父スペシャルウィーク 1995 黒鹿毛  | *サンデーサイレンス      | Wishing Well             |                   |
| 母 スペシャルグルーヴ 2007 栗毛 | 母の父スペシャルウィーク 1995 黒鹿毛  | キャンペンガール         | マルゼンスキー           | マルゼンスキー    |
| 母 スペシャルグルーヴ 2007 栗毛 | 母の父スペシャルウィーク 1995 黒鹿毛  | キャンペンガール         | レディーシラオキ         |                   |
| 母 スペシャルグルーヴ 2007 栗毛 | 母の母ソニックグルーヴ 2003 鹿毛      | *フレンチデピュティ      | Deputy Minister          | Deputy Minister   |
| 母 スペシャルグルーヴ 2007 栗毛 | 母の母ソニックグルーヴ 2003 鹿毛      | *フレンチデピュティ      | Mitterand                |                   |
| 母 スペシャルグルーヴ 2007 栗毛 | 母の母ソニックグルーヴ 2003 鹿毛      | エアグルーヴ             | *トニービン              | *トニービン       |
| 母 スペシャルグルーヴ 2007 栗毛 | 母の母ソニックグルーヴ 2003 鹿毛      | エアグルーヴ             | ダイナカール             |                   |
| 母系(F-No.)                     | (FN:F8-f)                             | (FN:F8-f)                | (FN:F8-f)                | [ § 3 ]           |
| 5代内の近親交配                 | Northern Dancer 5×5                   | Northern Dancer 5×5      | Northern Dancer 5×5      | [ § 4 ]           |
| 出典                            | 1. 2. 3. 4.                           | 1. 2. 3. 4.              | 1. 2. 3. 4.              | 1. 2. 3. 4.       |

- 半兄グルーヴィット（父ロードカナロア）は2019年中京記念優勝馬。
- 半弟ミッキーファイト（父ドレフォン）は2025年帝王賞優勝馬。
- 3代母エアグルーヴと4代母ダイナカールは共に優駿牝馬を勝った名牝。
- 主な近親にアドマイヤグルーヴ、ドゥラメンテ、フォゲッタブル、ルーラーシップ、グルヴェイグ、アンドヴァラナウト。